# گزین (ایرانشهر)
گزین (ایرانشهر)، روستایی از توابع بخش مرکزی شهرستان ایرانشهر در استان سیستان و بلوچستان ایران است.

## جمعیت
این روستا در دهستان ابتر قرار دارد و براساس سرشماری مرکز آمار ایران در سال ۱۳۸۵، جمعیت آن ۱۵ نفر (۵خانوار) بوده‌است.